# Cantón de Montluçon-Oeste
El cantón de Montluçon-Oeste era una división administrativa francesa que estaba situada en el departamento de Allier y la región de Auvernia.

## Composición
El cantón estaba formado por tres comunas más una fracción de la comuna de Montluçon:
- Lamaids
- Montluçon (fracción)
- Prémilhat
- Quinssaines

## Supresión del cantón de Montluçon-Oeste
En aplicación del Decreto nº 2014-265, de 27 de febrero de 2014, el cantón de Montluçon-Oeste fue suprimido el 22 de marzo de 2015 y sus 4 comunas pasaron a formar parte del nuevo cantón de Montluçon-4.